# Speea
Speea es un género de plantas herbáceas, perennes y bulbosas perteneciente a la subfamilia Allioideae de las amarilidáceas. Comprende dos especies originarias de Chile.

## Taxonomía
El género fue descrito por Ludwig Eduard Theodor Loesener y publicado en Notizblatt des Botanischen Gartens und Museums zu Berlin-Dahlem 10: 63. 1927.

## Especies
- Speea humilis (Phil.) Loes. ex K.Krause, en H.G.A.Engler, Nat. Pflanzenfam. ed. 2, 15a: 326 (1930).

syn. Speea triloba Ravenna, Pl. Life 34: 148 (1978).

Sin: Geanthus humilis Phil.